# Boumba Bek Nationalpark
Boumba Bek Nationalpark er en nationalpark i den sydøstligste del af Cameroun, beliggende i dens østprovins.

## Historie
Ifølge World Wildlife Funds videnskabelige rådgiver i regionen, Paul Robinson Ngnegueu, "er krybskytteri den største trussel mod Boumba Bek." Dette er en følge af slutfirsernes økonomiske depression i Cameroun. De oprindelige folk fulgte krybskytterne, tiltrukket af de økonomiske muligheder, hvor de kunne sælge deres bytte gennem "mellemmænd", for penge og flere jagtforsyninger.
I 1995 fik parken betegnelsen Essential Protection Zone, dens første officielle status. Den blev dog ikke formelt etableret som en nationalpark, før den Camerounske regering dekreterede oprettelsen af Boumba Bek og Nki nationalparker den 17. oktober 2005. Den blev oprettet som et resultat af et topmøde afholdt af syv centralafrikanske ledere i Brazzaville, Republikken Congo, i februar 2005.
Cameroun og Gabon arbejder i øjeblikket på et bevaringsinitiativ, som kaldes TRIDOM-projektet, hvor man skaber en arealforvaltningsplan, som skal føre tilsyn med adgang til og brug af skovene. Det vil skabe en tre-nationers "interzone" omkranset af Minkebe, Boumba-Bek, Nki og Odzala nationalparker og Dja faunareservat. Dette projekt er en del af en fredningsbevægelse hen imod zoneinddeling og udpegning af nye beskyttede områder.

## Geografi og klima
Boumba Bek ligger mellem Boumba- og Bek-floderne i det sydøstlige Cameroun, hvorfra det har sit navn. Området er kun tilgængelig med kano (pirogue (en)) og via jagtstier. Det ligger mellem byerne Yokadouma og Moloundou i Boumba et Ngoko i Camerouns østprovins.
Der er fundet seksten bais, eller skovlysninger, i Boumba Bek nationalpark, hvoraf de fire overvåges for aktiviteter fra store pattedyr.

## Biodiversitet

### Flora
Størstedelen af parken er semi-stedsegrøn lavlandsregnskov, men der er også flere steder med en lukket baldakin af stedsegrøn skov. Små områder med sæsonmæssigt oversvømmet skov, sumpskov og græsklædte savanner findes også i området.

### Fauna
I Boumba Bek, findes ifølge Environmental News Service Chimpanser, skovantiloper, krokodiller og bongoer. Derudover svømmer omkring 300 fiskearter, hvoraf tre ikke er navngivne, i parkens floder.
Skovene i Cameroun indeholder nogle af de tætteste populationer af afrikanske skovelefanter i verden, og Boumba Bek og Nki er en del af den statistik.
Boumba Bek er udpeget som et vigtigt fugleområde af BirdLife International.